# Stanley Kramer
Stanley Earl Kramer (n. 29 septembrie 1913, New York City, New York, SUA – d. 19 februarie 2001, Los Angeles, California, SUA) a fost un regizor american și producător de filme.  A fost nominalizat de numeroase ori (în 1953, 1959, 1962, 1968) pentru a obține Premiul Oscar pentru regie sau pentru cel mai bun film.

## Filmografie

### Ca regizor
- 1955 Privește dincolo de tine (Not as a Stranger)
- 1957 Mândrie și pasiune (The Pride and the Passion)
- 1958 Lanțul (The Defiant Ones)
- 1959 Ultimul țărm (On the Beach)
- 1960 Procesul maimuțelor (Inherit the Wind)
- 1961 Procesul de la Nürnberg (Judgment at Nuremberg)
- 1963 O lume nebună, nebună, nebună... (It's a Mad, Mad, Mad, Mad World)
- 1965 Corabia nebunilor (Ship of Fools)
- 1967 Ghici cine vine la cină ? (Guess Who's Coming to Dinner)
- 1969 Secretul din Santa Vittoria (The Secret of Santa Vittoria)
- 1970 Revoluții pe minut (R. P. M.)
- 1971 Binecuvântați animalele și copiii (Bless the Beasts & Children)
- 1973 Aurul negru din Oklahoma (Oklahoma Crude)
- 1977 Principiul dominoului (The Domino Principle)
- 1979 Alergătorul șovăielnic (The Runner Stumbles)

### Ca producător
- 1949 Champion
- 1949 Home of the Brave
- 1950 The Men
- 1950 Cyrano de Bergerac
- 1951 Death of a Salesman
- 1952 La amiază - High Noon
- 1952 The Sniper
- 1952 The Member of the Wedding
- 1953 The Wild One
- 1953 The Juggler
- 1953 The 5,000 Fingers of Dr. T
- 1954 The Caine Mutiny
- 1962 Pressure Point
- 1963 A Child is Waiting
- 1963 O lume nebună, nebună, nebună...
- 1964 Invitație pentru un trăgător (Invitation to a Gunfighter)
- 1967 Ghici cine vine la cină ?

### Promo-uri filme
| - Champion (1949) scene - The Men (1950) - High Noon (1952) - The Wild One (1953) - The Caine Mutiny (1954) - Not as a Stranger (1955) scene - The Pride and the Passion (1957) - The Defiant Ones (1958) | - On the Beach (1959) - Inherit the Wind (1960) - Judgment At Nuremberg (1961) - It's A Mad Mad Mad Mad World (1963) - Ship of Fools (1965) - Guess Who's Coming to Dinner (1967) - The secret of Santa Vittoria (1968) scene - Bless the Beasts & Children (1971) |